# ヒマーチャル・プラデーシュ州
ヒマーチャル・プラデーシュ州（ヒマーチャル・プラデーシュしゅう、英語: Himachal Pradesh、ヒンディー語: हिमाचल प्रदेश、IPA: /hɪmaːtʃəl prəd̪eːʃ/）は、インドを構成する州の一つ。州都はシムラー。人口は6,864,602人、面積は55,673km²。

## 地理
東は中国のチベット自治区、北はジャンムー・カシミール州、南西はパンジャーブ州、南はハリヤーナー州、ウッタル・プラデーシュ州、ウッタラーカンド州と接する。

## 歴史
以前には、この領域はパンジャーブ地方に含まれ、Chamba、Bilaspur、Bhagal、Dhamiといった諸国が並立していた。グルカ戦争（1814年 - 1816年）を経てBritish India領となった。
1849年にパンジャーブ地方（現在のパキスタンのパンジャーブ州やインドのパンジャーブ州と一体の地方）を構成していた。夏の首都はマリー（Murree）となった。1864年、シムラーがイギリス領インド帝国の夏の首都となる。
1903年、カールカー＝シムラー鉄道が開通。1914年7月3日、シムラー条約締結。チベット政府とイギリス領インド帝国の間でマクマホンラインを国境線と定めて以来、中華民国（北京政府）や中華人民共和国との国境紛争がつづく。
1948年にインド連邦（1947年 - 1950年）の主席弁務官領（Chief Commissioner's Province）として設立された。1950年1月26日、インド憲法が公布に伴いpart C stateとなった。1956年11月1日、連邦直轄領 (インド)となった。
1970年12月18日に「ヒマーチャル・プラデーシュ州法案」が議会を通過し、1971年1月25日にヒマーチャル・プラデーシュ州が成立した。

## 地方行政区分

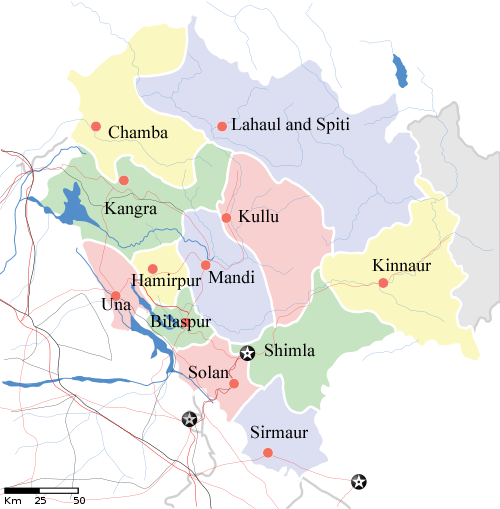
州内の行政区分

- ビラースプル県（英語版） (Bilaspur District, Himachal Pradesh) - Bilaspur
- チャンバ県（英語版） (Chamba District) - Chamba
- ハミールプル県（英語版） (Hamirpur District, Himachal Pradesh) - Hamirpur
- カーングラー県（英語版） (Kangra District) - ダラムシャーラー・・・ガンデンポタン所在地
- キンナウル県（英語版） (Kinnaur District) - Reckong Peo
- クッルー県（英語版） (Kullu District) - Kullu
- ラーハウル・スピティ県（英語版） (Lahaul and Spiti) - Keylong
- マンディー県（英語版） (Mandi District) - Mandi
- シムラー県（英語版） (Shimla District) - シムラー
- スルマウル県（英語版） (Sirmaur District) - Nahan
- ソーラン県（英語版） (Solan District) - Solan
- ウナー県（英語版） (Una District) - Una

## 経済
2019年のGDPは1兆6300億ルピー（200億ドル）で、インド内で第22位。一人当たりGDPは190,407ルピー（2,720ドル）で第15位。経済の主役は農業から工業、サービス業へとシフトしている。農業のGDPへの寄与は57.9%（1950-51）、55.5%（1967-68）、26.5%（1990-91）、9.5%（2021-22）と年々小さくなってきている。近年では、工業が43.1%、サービス業が43.5％のシェアを占める（2021-22）。